# Circuito Montañés
El Circuito Montañés era una cursa ciclista per etapes que es disputava a Cantàbria. La primera edició tingué lloc el 1954, sent-ne el vencedor Julio San Emeterio i es disputà de manera contínua fins al 1963. El 1986 es va reprendre la cursa, i fins al 1996, només per corredors amateurs. El 2005 va entrar a formar part del calendari de l'UCI Europa Tour, i es va mantenir allí fins a la seva desaparició el 2010.
El 2022 es recuperà una versió de la cursa en format de Challenge per a categoria elit.

## Palmarès
| Any                    | Vencedor                 | Segon                      | Tercer                 |
| ---------------------- | ------------------------ | -------------------------- | ---------------------- |
| 1954                   | Julio San Emeterio       | Adolfo Cruz                | Dalmacio Langarica     |
| 1955                   | Gabriel Company          | Francesc Massip            | Josep Mateo Gil        |
| 1956                   | Carmelo Morales          | Julio San Emeterio         | Jesús Loroño           |
| 1957                   | Benigno Aspuru           | Antonio Ferraz             | Carmelo Morales        |
| 1958                   | Roberto Morales          | Carmelo Morales            | Antonio Ferraz         |
| 1959                   | Jesús Galdeano           | Carmelo Morales            | Julio San Emeterio     |
| 1960                   | Manuel Martín Piñera     | José Urrestarazu           | José Antonio Musitu    |
| 1961                   | Carmelo Morales          | José Pérez-Francés         | Ángel Rodríguez        |
| 1962                   | Emilio Cruz              | José Sousa                 | Sebastián Elorza       |
| 1963                   | Eusebio Vélez            | Manuel Martín Piñera       | Julio Jiménez          |
| 1964-85. No es disputà |                          |                            |                        |
| 1986                   | Jesús Montoya            | José López San Julián      | Manuel Gonzalo         |
| 1987                   | Francisco Javier Mauleón | Andrzej Mierzejewski       | Manuel Gonzalo         |
| 1988                   | Víctor Gonzalo           | José María Ahedo           | Juan José Martínez     |
| 1989                   | Fernando Piñero          | José Luis Díaz             | Federico García        |
| 1990                   | José Luis de Santos      | Javier Díaz                | Javier Urrutia         |
| 1991                   | Artūras Kasputis         | Félix García Casas         | José Luis Arrieta      |
| 1992                   | José María Jiménez       | Pascal Hervé               | Gerri Kekhba           |
| 1993                   | Thierry Elissalde        | Arvis Piziks               | Mariano Rojas          |
| 1994                   | José Castelblanco        | Josué Barrigón             | Raubar Gogdan          |
| 1995                   | Jean-Yves Duzellier      | Raido Kodanipork           | Eric Frutoso           |
| 1996                   | Javier Otxoa             | José Luis Rebollo          | Davy Dubbeldam         |
| 1997                   | Kurt Van De Wouwer       | Francisco Tomás García     | José Luis Sánchez      |
| 1998                   | Alexei Sivakov           | Daniel Schnider            | Graciano Recinella     |
| 1999                   | David Vázquez            | Glenn D'Hollander          | Ricardo Valdés         |
| 2000                   | Dave Bruylandts          | Adolfo García Quesada      | Juan Gomis             |
| 2001                   | Rafael Milá              | Rubén Lobato               | Julen Fernández        |
| 2002                   | Óscar Serrano            | Sergio Domínguez           | Moisés Dueñas          |
| 2003                   | Steven Kleynen           | José Ángel Gómez Marchante | Antonio López Carrasco |
| 2004                   | Fernando Serrano         | Antonio López Carrasco     | Alexis Rodríguez       |
| 2005                   | Sergio Domínguez         | Diego Gallego              | Sergio Pardilla        |
| 2006                   | Robert Gesink            | Timothy Jones              | Israel Pérez           |
| 2007                   | Bauke Mollema            | Lucas Persson              | Jaume Rovira           |
| 2008                   | Alexey Shchebelin        | Tejay van Garderen         | Roman Klimov           |
| 2009                   | Tejay van Garderen       | Jonathan Castroviejo       | Sergio Pardilla        |
| 2010                   | Fabio Duarte             | Carlos Oyarzún             | Higinio Fernández      |